# Hindustan Paper Corporation Ltd. Township Area Panchgram
Hindustan Paper Corporation Ltd. Township Area Panchgram là một thị trấn thống kê (census town) của quận Hailakandi thuộc bang Assam, Ấn Độ.

## Nhân khẩu
Theo điều tra dân số năm 2001 của Ấn Độ, Hindustan Paper Corporation Ltd. Township Area Panchgram có dân số 5578 người. Phái nam chiếm 54% tổng số dân và phái nữ chiếm 46%. Hindustan Paper Corporation Ltd. Township Area Panchgram có tỷ lệ 73% biết đọc biết viết, cao hơn tỷ lệ trung bình toàn quốc là 59,5%: tỷ lệ cho phái nam là 79%, và tỷ lệ cho phái nữ là 67%. Tại Hindustan Paper Corporation Ltd. Township Area Panchgram, 14% dân số nhỏ hơn 6 tuổi.